# Aitor Karanka
Aitor Karanka de la Hoz (* 18. September 1973 in Vitoria-Gasteiz, Provinz Álava) ist ein ehemaliger spanischer Fußballspieler und heutiger -trainer.

## Karriere
Der Innenverteidiger begann seine Karriere in den Jugendmannschaften von Corazonistas und Deportivo Alavés, bevor er 1991 in die zweite Mannschaft von Athletic Bilbao (Bilbao Athletic) wechselte (u. a. spielte er dort mit Julen Guerrero zusammen). 1992 berief ihn Trainer Jupp Heynckes in die Erste Mannschaft, für die er 118-mal spielte. Karanka folgte 1997 seinem Mentor Heynckes zu Real Madrid, wo er dreimal die UEFA Champions League gewann (1997/98, 1999/2000 und 2001/02) und 33 CL-Spiele absolvierte. Des Weiteren feierte er bei den Hauptstädtern einen Meistertitel (2000/01) und zwei Siege im Supercup (1997, 2001). Er kehrte 2002 zu Athletic Bilbao zurück und wurde wieder auf Anhieb Stammspieler. 2006 wechselte er zu den Colorado Rapids in die MLS und spielte dort bis Saisonende.
Als Nationalspieler konnte sich Karanka nie etablieren und kam nur zu einem Einsatz für Spanien, absolvierte jedoch 14 Spiele für die U-21 und nahm an den Olympischen Spielen 1996 in Atlanta teil. Außerdem spielte er fünf Mal für die Baskische Fußballauswahl.
Nach seiner aktiven Laufbahn wechselte Karanka in den Trainerstab des spanischen Verbandes, wo er von 2008 bis 2010 die U-15- und U-16-Nationalmannschaft betreute. Im Juni 2010 nahm er bei Real Madrid den Posten des Assistenztrainers an der Seite von José Mourinho an. Am 14. November 2013 übernahm er seinen ersten Cheftrainerposten beim englischen Zweitligisten FC Middlesbrough. In der Saison 2015/16 stieg er mit dem Verein in die Premier League auf. Am 16. März 2017 gab der Verein die Entlassung Karankas bekannt. Middlesbrough stand nach 27 Spielen auf einen Abstiegsplatz. Im Januar 2018 wurde er beim Zweitligisten Nottingham Forest als neuer Cheftrainer vorgestellt, dort bat er ein Jahr später Mitte Januar 2019 auf dem siebten Tabellenplatz um Auflösung seines Vertrags, dem von Vereinsseite entsprochen wurde. Ende Juli 2020 übernahm er zur Saison 2020/21 den Zweitligisten Birmingham City. Nach einer 0:3-Heimniederlage gegen Bristol City, der zwölften Heimniederlage der Saison, trat Karanka Mitte März 2021 drei Punkte vor einem Abstiegsplatz liegend von seinem Posten zurück.
Im April 2022 übernahm er den Posten des Cheftrainers beim spanischen Erstligisten FC Granada (zu diesem Zeitpunkt auf dem 16. Tabellenplatz). Von Januar bis Juni  2023 war er Trainer des israelischen Erstligisten Maccabi Tel Aviv.